# Velké Heraltice
Velké Heraltice (niem. Groß Herrlitz) – gmina w Czechach, w powiecie Opawa, w kraju morawsko-śląskim. Według danych z dnia 1 stycznia 2012 liczyła 1662 mieszkańców.

## Podział administracyjny
Części gminy
- Košetice
- Sádek
- Tábor
- Velké Heraltice

Gminy katastralne
- Košetice ve Slezsku
- Malé Heraltice
- Sádek u Opavy
- Tábor ve Slezsku
- Velké Heraltice